# Borysówka
Borysówka – wieś w Polsce położona w województwie podlaskim, w powiecie hajnowskim, w gminie Hajnówka.

## Części wsi
| SIMC    | Nazwa          | Rodzaj     |
| ------- | -------------- | ---------- |
| 0029512 | Olchowa Kładka | przysiółek |

## Historia
Wieś powstała w latach 1789–1800. W 1811 roku było tu 31 domów. Grunty wsi zajmują niemal idealną równinę. W 1861 roku w wyniku uwłaszczenia chłopów wieś otrzymała 21 nadziałów (tzw. uczastków). Średnia wartość nadziału wynosiła 17,5 hektara. W ciągu stu lat liczba gospodarstw wzrosła trzykrotnie, osiągając wartość 56, a powierzchnia większości gospodarstw wynosiła od 5 do 7,5 hektarów.
Do I wojny światowej we wsi uprawiano żyto i owies, narzędziami były socha i drewniana brona. Pług żelazny pojawił się po I wojnie światowej. Jeszcze w 1961 roku stosowano trójpolówkę.
W okresie międzywojennym stacjonowała tu strażnica Korpusu Ochrony Pogranicza.
Po II wojnie światowej w pobliskiej Puszczy Białowieskiej działały oddziały zbrojnego podziemia stanowiąc zagrożenie dla okolicznej ludności. W grudniu 1945 roku sekretarz komórki PPR w Borysówce zwrócił się do władz z prośbą o wydanie broni strzeleckiej dla obrony.
W roku 1952 weszła w skład gminy Łosinka, po wyłączeniu z gminy Narew. W latach 1975–1998 miejscowość należała do województwa białostockiego.

## Demografia

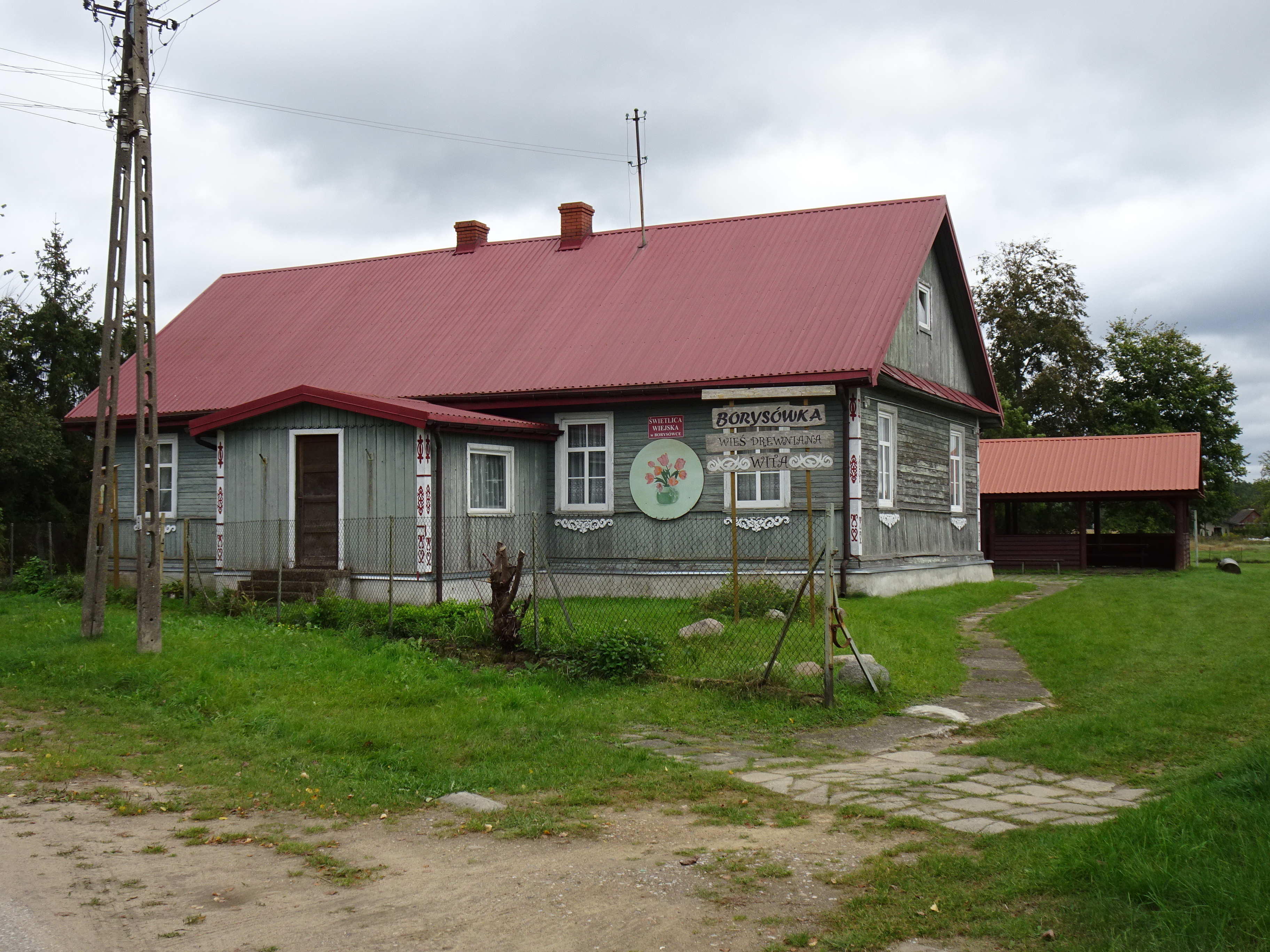
Świetlica wiejska

W 1847 roku stały tu 44 domy, w których mieszkało 214 osób, w 1851 w 31 domach mieszkały 263 osoby, w 1913 roku w 41 domach mieszkało ok. 320 osób, w 1939 w 51 domach mieszkały 304 osoby, w 2007 mieszkało tu 101 osób. Według stanu z 31 grudnia 2012 mieszkało tu 113 stałych mieszkańców.

## Religia
Mieszkańcy wsi są wyznania prawosławnego, należą do parafii w Łosince. Według stanu parafii z 31 grudnia 2007 roku, 101 parafian pochodziło z Borysówki.
Wierni kościoła rzymskokatolickiego należą do parafii św. Jana Chrzciciela w Narewce.